# Universidad Francesa en Armenia

## Historia
El  4 de noviembre de 1995, Armenia y  Francia  firman un acuerdo de Cooperación cultural, científico y técnico. A continuación un protocolo fue finalizado el 23 de noviembre de 1998 entre el Ministerio de la Educación  y de la Investigación de la República Armenia y la Embajada de Francia  en Armenia. « Considerando la necesidad de perfeccionar su sistema educativo y deseoso de aprovechar la rica experiencia en poner  en marcha  programas de enseñanza superior y profesional, el gobierno armenio decide  participar a la creación de la « Fundación Universidad Francesa en Armenia » (UFAR). La Universidad  fue creada en el año 2000. Los primeros acuerdos de cooperación fueron firmados el 15 de febrero de 2001 con,  y entre otras,  la Universidad Jean Moulin LYON 3.
Desde entonces, la UFAR es el faro de la cooperación francesa en Armenia, y el principal pilar de la Francofonía en Armenia.

## Objetivos
Desde el inicio, el principio pedagógico escogido fue la entrega de diplomas nacionales a la vez armenios y franceses (Bakalavr /Licenciatura y Maestría). La duración de los estudios de Licenciatura es de 4 años, correspondientes a la fase de transición de las universidades armenias, antes de entrar  en el sistema de Bologne: son 2 años para la Maestría.
La Universidad, cuenta actualmente con alrededor de 1000 estudiantes, tiene por  vocación  de formar especialistas calificados  con el objeto de responder a las  nuevas exigencias del mercado del  trabajo en Armenia y en la región económica del Cáucaso. Los jóvenes diplomados de la UFAR ponen sus conocimientos y su experiencia internacional al servicio del desarrollo de Armenia y de las relaciones entre Armenia, Francia y Europa. Constituyen  los viveros de las  élites  de mañana. Cada  generación, al final de su curso, conoce un porcentaje de integración profesional de casi 70% en Armenia, (unos siguen sus estudios en el extranjero) y de casi 100% al cabo de 3 años.

## Beneficios
La UFAR,  fundación de derecho armenio, goza también de la implicación de las más altas autoridades armenias: el Secretario General del Ministerio de Relaciones Exteriores Armenio enseña en la Universidad. El Presidente del Consejo de Administración es el Secretario del Consejo de Seguridad Nacional (número 3 del gobierno) y es uno de los fundadores de la UFAR.  Un gran número de hijos de altos funcionarios escogen la  UFAR par efectuar sus estudios.
Gracias a las convenciones  con las otras universidades presentes en Armenia, la UFAR no ha cesado de reenforzar su  intervención en la vida universitaria armenia.
La UFAR es una institución original. A la diferencia de la Universidad del CAIRO, que dispone solamente de un vicerrector francés, y del Instituto de Francofonía para la Informática de Hanói, establecimientos que otorgan también diplomas franceses; los estatutos de la Universidad Francesa en Armenia precisan que el rector debe ser siempre francés; así como el secretario General.  El ministro francés de Relaciones Exteriores y europeos  ha agregado  este año, el  soporte de voluntariado internacional.

## Educación
La UFAR consta de tres Facultades: Derecho, Management y Marketing. Entrega  Licenciaturas en Derecho, Economía y Management (Mención: Derecho), y en Ciencias de Management, (Menciones: Comercio y Management Operacional), así como, las Maestrías en Derecho Internacional en Negocios, Marketing y Venta, Finanzas y Control, y después de este año una Maestría 2 de Comunicación y Administración de actividades culturales y turísticas. Esto corresponde a un pedido del gobierno armenio.
El conocimiento del francés no es obligatorio para ser admitido a la Universidad. Durante los 2 primeros años, los estudiantes asisten a  cátedras generales y  clases específicas, y  cursos intensivos de francés, validados por un examen reconocido internacionalmente.  La aprobación a este examen es una condición para continuar los cursos. Así  pues, los estudiantes, que en su mayoría (aproximadamente 85%) no han estudiado el francés antes de entrar a la UFAR, son  capaces, a partir del tercer año de seguir sus estudios en francés.
A partir del tercer año; más del 20% de los  cursos son enseñados en francés; en la Maestría,  son casi el 50%, constando con el apoyo de los profesores de la Universidad  Jean Moulin LYON 3 y de la Universidad de Toulouse 1 Capitole que efectúan  algunas misiones  a la UFAR.
Las prácticas son obligatorias en Francia, Bélgica o en Armenia dando lugar a la redacción de un informe así como a un examen oral. En esta ocasión, los estudiantes manifiestan  sus capacidades de escribir, pero también de presentar una tesis en francés.
El concurso de entrada ; el equipo de profesores mixto, armenio y francés ; el papel esencial de la diáspora armenia dando su apoyo a la UFAR ; así como los socios institucionales,  formando unidos los valores de este establecimiento de enseñanza superior que trabaja conjunto con las colectividades territoriales francesas y las empresas armenias y francesas. El pago de los derechos a  la escolaridad son calculados de manera a ser compatibles con el nivel de vida en Armenia. La  UFAR otorga becas de « excelencia » a los mejores estudiantes, cubriendo ya sea total o parcialmente los derechos de inscripción, así como otorga las becas bajo criterios sociales, gracias al concurso de donadores privados o de  empresas.

## La membresía en organizaciones internacionales
La Universidad es socia de «l’EUROPEAN FONDATION FOR MANAGEMENT DEVELOPMENT» (EFMD) que distingue las cátedras de excelencia de gerencia. Es miembro de la Agencia Universitaria de la Francofonia (AUF), así como de una red de Universidades Francófonas reunidas en una cátedra de la UNESCO en una sección consagrada al desarrollo durable con todo sus componentes (aquí educación y formación). El porcentaje de inserción profesional de los  estudiantes de la UFAR, acerca el 80% por generación, y es la prueba indiscutible de la presencia francófona en el Cáucaso y sostiene el proyecto en curso de una apertura creciente en la región en dirección de los estudiantes de GEORGIA, IRAN así mismo de RUSIA.